# Neoromicia capensis
Neoromicia capensis es una especie de murciélago de la familia Vespertilionidae. Probablemente representa un complejo de varias especies similares.

## Distribución geográfica
Se encuentra en África subsahariana.